# Ḫutupiyanza
Ḫutupiyanza war ein hethitischer Feldherr und der Statthalter der Länder Pala und Tumanna. Er war der Sohn von Zida, der ein Bruder des hethitischen Großkönigs Šuppiluliuma I. war.
Šuppiluliuma I. setzte seinen Neffen Ḫutupiyanza um 1330 v. Chr. als Statthalter über Pala ein mit dem Auftrag, das ungeschützte Land vor den Einfällen der Kaškäer zu beschützten. Später wurde er von Muršili II. auch über das benachbarte Tumana gestellt. Ḫutupiyanza verteidigte die beiden Provinzen erfolgreich und es gelang ihm auch mehrere Städte zu erobern. Er starb etwa um 1300 v. Chr.